# Biloxi, Mississippi
För andra betydelser, se Biloxi.
Biloxi är en stad (city) som är en av två administrativa huvudorter i Harrison County i Mississippi i USA. Den andra huvudorten är Gulfport.
Biloxi grundades 1720 och fick stadsprivilegier 1838 (som town) och 1896 (som city). Orten har fått sitt namn efter indianstammen Biloxi.
Vid 2020 års folkräkning hade Biloxi 49 449 invånare. Orten är en av två huvudorter i Gulfport-Biloxis storstadsområde (metropolitan statistical area), som vid 2020 års folkräkning hade 416 259 invånare.
Biloxi drabbades hårt av orkanen Katrina 2005. 53 människor avled till följd av orkanen i Biloxi och nästan 20 % av staden raserades. Tiotusentals arbetstillfällen gick förlorade, vilket resulterade i en negativ befolkningsutveckling.

## Ekonomi och infrastruktur
Flygplats i området är Gulfport–Biloxi International Airport (IATA: GPT) i Gulfport.

## Kända personer
- Jessica Alba, skådespelerska
- Laura Bailey, röstskådespelerska
- Matt Barlow, sångare
- Alan Belcher, MMA-utövare
- Belladonna, porrskådespelerska
- Jefferson Davis, politiker och officer, president i Amerikas konfedererade stater
- Fred Haise, astronaut
- Eric Roberts, skådespelare